# 斯凯·布朗
斯凯·布朗（英語：Sky Brown；2008年7月12日—），英國滑板選手，出生於日本宮崎縣，父親是英國滑板選手，母親是日本人。
2020年，布朗获得2020年夏季奥运会滑板比赛的參賽資格，她將代表英國隊參賽。
2020年5月28日，布朗在美国加利福尼亚州洛杉磯训练時不慎摔伤，並失去意识，經醫院診斷為头颅、左手腕和手部骨折。
2020年夏季奥运会女子公园滑板项目中获得铜牌。

## 外部連結
- 斯凱·布朗的Instagram帳戶